# Руаха (національний парк)
Національний парк Руаха (англ. Ruaha National Park) — національний парк, розташований в центральній частині Танзанії на березі річки Руаха. Це другий за величиною національний парк країни (після Серенгеті), його площа 10 300 км²  . Парк розташований за 128 км на захід від Ірінгі. У 2008 році парк було розширено до 20 226 км², через приєднання заповідника Усангу до складу парку.
Парк є частиною охоронної екосистеми Рунгва-Кізіго-Мухесі площею 45 000 км², яка містить заповідник Рунгва, заповідники Кізіго та Мухесі, а також територію управління дикою природою Мбоміпа.

## Флора і фауна
Парк Руаха є транзитною зоною, що об'єднує на своїй території представників східної і південної флори і фауни. З річкою Велика Руаха з'єднуються сотні невеликих пересихаючих річок, які є природними маршрутами різних тварин.
У парку великі і малі куду співіснують з північнішими видами, такими як гігантська газель.
У пошуках води до річки виходять бородавочники, імпали і гігантські газелі, для яких регіон є самим південним місцем проживання. Береги річки є улюбленим місцем полювання хижаків: левів, леопардів, гепардів, шакалів і гієн. Крім того в парку водяться рідкісні африканські дикі собаки. Популяція слонів є найбільшою у Танзанії. Також парк Руаха є домівкою для найбільшої у Танзанії популяції куду. Парк має титул найдикішого парку країни.
У парку росте понад 1500 видів рослин, мешкає 80 видів ссавців, 529 видів птахів і 38 видів риб.
|                                            |                  |              |
| Жираф у висохлому руслі річки Велика Руаха | Триколірні спрео | Великий куду |

## Туризм
Час з середини травня по грудень підходить для спостереження за хижаками і великими ссавцями. Самців куду найкраще спостерігати в їхній шлюбний сезон у червні. Птахів, рослинні пейзажі і дикі квіти найкраще спостерігати в сезон дощів з січня по квітень.

## Охорона території
У 1910 році адміністрація німецької колонії створила мисливський резерват Саба-Рівер, який змінив свою назву на Рунгва в 1946 році під управлінням Великої Британії. Населення, яке проживає на території резервату, було змушене покинути його. Про створення природоохоронної зони Руаха оголошено в 1964 році, через три роки після набуття країною незалежності. Парк розташований в південно-східній частині мисливського резервату Рунгва.
|                                                |
| Річка Велика Руаха в національному парку Руаха |